# Johann Friedrich Heynatz
Johann Friedrich Heynatz (* 17. Juli 1744 in Havelberg; † 5. März 1809 in Frankfurt (Oder)) war ein deutscher Pädagoge, Philologe und Sprachforscher, Hobby-Gärtner, ab 1791 auch Professor für Beredsamkeit und schöne Wissenschaften an der Universität Frankfurt (Oder).

## Arbeit
Heynatz befasste sich neben dem Verfassen umfangreicher Literatur mit Diskursen über die Sprachnormentheorien.

### Leitvarietäten
Er teilte die Auffassung, dass der Literatursprache („Büchersprache“) im Besonderen der Status einer Leitvarietät zuzumessen sei. So schrieb er in seinen „Briefen, die deutsche Sprache betreffend“ (Briefe 1771/1776, I, S. 34.) „Die Hochdeutsche Sprache, so wie sie in Schriften lebt, ist das allgemeine Muster, nach welchem sich alle (...) zu richten schuldig sind. Der Sprachlehrer (...) kann wenig oder nichts entscheiden, wenn er den Gebrauch guter Schriftsteller gegen sich hat.“ Der Einfluss der Grammatikographie sei im Verhältnis zu dem der Schriftsteller eher gering.

### Verantwortung der Schriftsteller
In diesem Zusammenhang sprach Heynatz eine Thematik an, die sich ihrer Aktualität bis dato erhalten, wenn nicht gesteigert hat. Die Bedeutung der Literatursprache führe dazu, dass Schriftsteller in einer besonderen Verantwortung hinsichtlich ihres Einflusses auf die Schriftsprache bis hin zu deren Normierung stünden.

### Konkurrenzen
Aus dieser Anforderung leiteten Literaten wie aber auch vor allem Sprachgelehrte aber auch ausdrücklich ein Recht ab, sich an der Sprachnormierungsdebatte aktiv zu beteiligen. Nach dem Selbstverständnis der Autoren ging es stets um die „Verbesserung“ des Deutschen (Heynatz 1801). Auch die ausdrückliche Orientierung an der „Sprachrichtigkeit“ bezeugt, dass in entsprechenden Publikationen praktisch dieselbe Ambition verfolgt wurde. Sogar puristische Horizonte könnten hier sinnvoll eingegliedert werden (Heynatz 1796). Dem Sprachgelehrten Johann Christoph Gottsched warf Heynatz dennoch gar einen „Alleinhandel in der Deutschen Sprache“ (ebd. IV, S. 163) vor. „Man könnte die Geschichte der Deutschen Sprachlehre oder Sprachverbesserung überhaupt in drei große Zeiträume theilen. Der erste würde von der Erfindung der Buchdruckerkunst bis auf das Jahr 1748, in welcher Gottsched seine Sprachlehre ans Licht treten ließ, der zweite bis an Gottscheds Tod im Jahr 1766, und der dritte bis auf die gegenwärtige Zeit gehen.“ (ebd.V, S. 127).

### Werke
- Heynatz, Johann Friedrich (1770): Deutsche Sprachlehre zum Gebrauch der Schulen. Berlin. Johann Friedrich Heynatz, Rektors zu Frankfurt an der Oder, Handbuch zu richtiger Verfertigung und Beurtheilung aller Arten von schriftlichen Aufsätzen des gemeinen Lebens überhaupt, und der Briefe insbesondere, Berlin 1770
- Heynatz, Johann Friedrich: Briefe, die deutsche Sprache betreffend, 6 Bd., Berlin 1771–76
- Heynatz, Johann Friedrich: Deutsche Sprachlehre zum Gebrauche der Schulen. Zweite, vermehrte und verbesserte Auflage, Berlin 1772
- dto. dritte verm. und verb. Aufl., Berlin. Wever. 1779. XXIV, 803 S.
- Heynatz, Johann Friedrich: Anweisung zur deutschen Sprache. Berlin 1785.
- Heynatz, Johann Friedrich Deutsche Sprachlehre zum Gebrauch der Schulen Fünfte vermehrte und verbesserte Auflage, Beigebunden ist: Die Lehre von der Interpunktion. 1803, Reprint: Hildesheim 2006. Herausgegeben von Petra Ewald. 470 S., Georg Olms Verlag Hildesheim
- Heynatz, Johann Friedrich: Versuch eines Deutschen Antibarbarus oder Verzeichniß solcher Wörter, deren man sich in der reinen deutschen Schreibart entweder überhaupt oder doch in gewissen Bedeutungen enthalten muß, Berlin 1796
- Heynatz, Johann Friedrich (Hrsg.): M. Christian Pescheks allgemeine deutsche Rechenstunden: worin di 5 Specien der Rechenkunst....nebst der dir. u. indir. Regel der Tri... u.d. Progressionsrechnung ... ausführlich und deutlich an brauchbaren Beyspielen vorgetragen sind zum 2. Mal verb. u. verm. Aufl., 552 S., Zittau 1897, 3. Aufl. Zittau 1809
- Heynatz, Johann Friedrich (Hrsg.): Neue Beiträge zur Verbesserung der Deutschen Sprache – Von einer Gesellschaft verbundener Sprachfreunde. Küstrin 1801
- Heynatz, J. F.: Märkisches Küchengartenbuch, Frankfurt/O. 1808
  - Als Herausgeber betreute er die letzten beiden Bände von Samuel Buchholtz Brandenburgischer Geschichte nach dessen Tod.